# Iullus Antonius
Iullus Antonius (* 45 v. Chr. in Rom; † 2 v. Chr.) war der jüngere Sohn des römischen Politikers und Feldherrn Marcus Antonius und dessen dritter Ehefrau Fulvia. Bekannt wurde er als Liebhaber von Augustus’ Tochter Iulia.

## Leben

### Jugend
Iullus Antonius wurde im Jahr vor Caesars Ermordung geboren, als sein Vater im besten Verhältnis zu dem Diktator stand und sich wohl schon als dessen Nachfolger sah. Vermutlich gab er seinem Sohn deshalb den ungewöhnlichen Namen „Iullus“, der ansonsten nur bei Mitgliedern der Familie der Iulier aus dem 5. und 4. vorchristlichen Jahrhundert bekannt ist.
Nach Caesars Ermordung schloss Marcus Antonius ein Bündnis mit Caesars Erben Octavian, dem späteren Augustus, und verheiratete ihn mit Clodia, Iullus' Halbschwester aus Fulvias erster Ehe mit Publius Clodius Pulcher. Doch nach dem Sieg über die Caesarmörder änderten sich die Machtverhältnisse. Während Marcus Antonius im Osten des Reichs weilte, stellten Fulvia und ihr Schwager Lucius Antonius sich im Perusinischen Krieg gegen Octavian.
Fulvia starb spätestens 40 v. Chr. In diesem Jahr heiratete Marcus Antonius Octavius’ Schwester Octavia Minor. In ihrem Haushalt in Athen und später in Rom wurde Iullus Antonius von seiner Stiefmutter aufgezogen. Er blieb auch in ihrer Obhut, als Antonius sie für Kleopatra verließ, wodurch er dem Schicksal seines älteren Bruders Marcus Antonius Antyllus entging, der 30 v. Chr. auf Befehl Octavians hingerichtet wurde. Laut Plutarch stand er nach Marcus Vipsanius Agrippa und Livia Drusillas Söhnen an dritter Stelle der möglichen Nachfolger. Da ihm auf Octavians Veranlassung hin das Erbe seiner Eltern ausgehändigt wurde, war er sehr wohlhabend.

### Ehe und Karriere
Etwa 21 v. Chr. veranlasste Octavia, dass Iullus Antonius seine Stiefschwester Claudia Marcella die Ältere, Octavias Tochter aus erster Ehe, heiratete, von der sich Agrippa kurz zuvor hatte scheiden lassen, um auf Augustus’ Befehl die verwitwete Iulia zu heiraten. Mit Claudia hatte Iullus den Sohn Lucius Antonius (20 v. Chr. – 25 n. Chr.) der vermutlich wie er selbst auf dem Fries der Ara Pacis abgebildet ist. Lucius Antonius wurde im Jahr 15 Quästor und war möglicherweise der Großvater des Feldherrn Marcus Antonius Primus. Eventuell entstammte dieser Ehe auch eine Tochter, die in der Inschrift eines Freigelassenen erwähnt ist.
Schon vor dem Jahr 13 v. Chr., in dem Iullus Antonius als Prätor amtierte, war er in das Kollegium der Auguren aufgenommen worden. Als Prätor gab er kostspielige Spiele zu Augustus’ Ehren. 10 v. Chr. wurde er Konsul. Wohl 7/6 v. Chr. war er Prokonsul der Provinz Asia.
Iullus Antonius hatte wohl auch literarische Ambitionen. Horaz beschreibt ihn in einer Ode als einen Dichter, der versucht, dem Pindar nachzueifern, und fordert ihn auf, seine Kunst zu Ehren von Augustus zu üben.

### Verhältnis mit Iulia und Tod
Irgendwann in dieser Zeit begann das Iullus Antonius nachgesagte Verhältnis mit Iulia, die in ihrer dritten Ehe mit Tiberius sehr unglücklich war. Tiberius hatte sich deshalb ins freiwillige Exil nach Rhodos zurückgezogen. 2 v. Chr. kam Augustus das unsittliche Leben seiner Tochter zu Ohren. Er verbannte Iulia wegen Ehebruchs und ließ ihre angeblichen Geliebten, unter denen Iullus der prominenteste war, des Verrats anklagen. Sowohl Titus Livius als auch Cassius Dio bezichtigen Iullus des Versuchs, sich über seine Geliebte des Throns zu bemächtigen. Heutige Historiker halten es jedoch für unwahrscheinlich, dass Iulia ihre eigenen Söhne Gaius Caesar und Lucius Caesar, die von deren Großvater adoptiert und als Nachfolger vorgesehen waren, hätte gefährden wollen. Barbara Levick vermutet eher, dass Iulia in Tiberius eine Gefahr für ihre Söhne sah und Iullus als ihren Beschützer ausgewählt hatte. Velleius berichtet, Iullus Antonius habe nach der Aufdeckung der Affäre Selbstmord begangen, während Tacitus und Cassius Dio behaupten, er sei hingerichtet worden. Ronald Syme sagt in seinem Werk Die römische Revolution, das sei unerheblich.